# Bakar de Kartli
Bakar (en georgiano: ბაქარი) (11 de junio de 1699 (o 7 de abril de 1700) - 1 de febrero de 1750) fue un príncipe real georgiano (batonishvili) de la rama Mujrani de la dinastía Bagrationi que sirvió como regente del reino de Kartli (este de Georgia ) desde septiembre de 1716 hasta agosto de 1719.
Era hijo del rey Vajtang VI de Kartli por su esposa, Rusudan de Circasia. Vajtang lo dejó a cargo del gobierno de Kartli durante su ausencia en la corte safávida de Persia desde septiembre de 1716 hasta agosto de 1719. Su posición fue reconocida por el sah de Persia que lo invistió en 1717, con el título de janishin, una corona, espada, insignias de oro y una vestimenta de honor. Al mismo tiempo, tuvo que abrazar nominalmente el islam y asumió el nombre de Sah-Nawaz. En esta ocasión, fue nombrado por el sah comandante en jefe del ejército persa y gobernador general de Azerbaiyán. En 1722, fue nombrado comandante del cuerpo de élite gholam (qollar-aghasi). Cuando los ejércitos otomanos invadieron Georgia en 1723, Bakar intentó negociar, pero finalmente siguió a su padre al exilio ruso en julio de 1724. Se estableció permanentemente en Moscú, donde llegó a ser conocido como zarévich Bakar Vajtangovich Gruzinsky (en ruso: Бакар Вахтангович Грузинский). El príncipe Bakar se involucró en empresas culturales iniciadas por su padre, ayudando a revivir la impresión en georgiano en Moscú y patrocinó la publicación de La Biblia en georgiano en 1743.
Bakar también se implicó en el servicio diplomático y militar ruso. En 1724, se le concedió como posesión hereditaria la aldea de Lyskovo. En noviembre de 1729, Bakar fue ascendido a teniente general y nombrado comandante de artillería en la región de Moscú. Murió en Moscú en 1750 y fue enterrado en el monasterio Donskoy.

## Familia
Bakar se casó con Ana, hija de Jorge, duque de Aragvi (1706 - 18 de febrero de 1780), quien lo acompañó a Rusia y murió en Moscú, siendo enterrada en el monasterio Donskoy. Tenían cinco hijos:
- Príncipe Alejandro Gruzinsky o Alejandro de Kartli (1726–1791), oficial del ejército ruso y reclamante al trono georgiano.
- Príncipe Levan Gruzinsky (1739–1763), oficial del ejército ruso.
- Princesa Mariam (fallecida en 1807).
- Princesa Elisabed (fallecida en 1768), casada con el príncipe Nikolay Odoyevsky.
- Una hija de la que se desconoce su nombre.